# 리처드 L. 에치버거

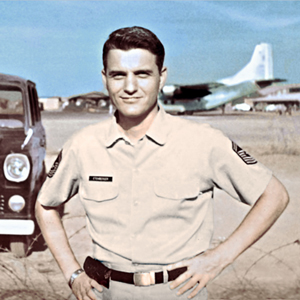

리처드 L. 에치버거(Richard Loy Etchberger  1933년 3월 5일 ~ 1968년 3월 11일)는 미국의 군인이다.

## 군 경력

### 베트남 전쟁
베트남 전쟁에서 명예훈장을 수여받았다.
그의 이야기가 넷플릭스 다큐멘터리 '명예훈장'으로 만들어졌다.

## 상훈
- 명예훈장

## 같이 보기
- 명예훈장